# Інтерлюдія (музика)
Інтерлюдія — інструментальний, насамперед органний, уривок, що звучить між строфами релігійного гімну, співу чи псалму. Переважно імпровізований.
Імпровізований характер вставки означав, що інтермедія рідко з'являлася в музичних колекціях. У формі приміток, серед інших, інтермедії Даніеля Перселла та з початку XIX століття.
З часом цей термін набув немузичного значення, як інтермедія.